# Jeanne Ashworth
Jeanne Chesley Ashworth, född 1 juli 1938 i Burlington i Vermont, död 4 oktober 2018 i Wilmington i New York, var en amerikansk skridskoåkare.
Ashworth blev olympisk bronsmedaljör på 500 meter vid vinterspelen 1960 i Squaw Valley.